# کیتینگ (پنسیلوانیا)
کیتینگ (به انگلیسی: Keating) یک منطقهٔ مسکونی در ایالات متحده آمریکا است که در پنسیلوانیا واقع شده‌است. کیتینگ ۲۲۱٫۹ متر بالاتر از سطح دریا واقع شده‌است.